# قمری جنگلی خال‌آبی
قمری جنگلی خال‌آبی (نام علمی: Turtur afer) یک گونه از پرندگان خانوادهٔ کبوتران است. این گونه به فراوانی در سراسر آفریقا در جنوب ساحل صحرا یافت می‌شود. بخشی از آن در شرق آفریقا وجود دارد ولی در جنوب آفریقا وجود ندارد.